# روب لوري
روب لوري (بالإنجليزية: Rob Laurie)‏ هو لاعب هوكي الجليد أمريكي، ولد في 19 مايو 1970 في إيست لانسنغ في الولايات المتحدة.

## وصلات خارجية
- روب لوري على موقع دوري الهوكي الوطني (الإنجليزية)
- روب لوري على موقع EliteProspects.com (الإنجليزية)
- روب لوري على موقع HockeyDB.com (الإنجليزية)